# M 70 (звёздное скопление)
M 70 (также известное, как Мессье 70 или NGC 6681) — шаровое звёздное скопление в созвездии Стрельца.

## История открытия
Скопление было открыто Шарлем Мессье в 1780 году.

## Интересные характеристики
M 70 находится на расстоянии 29300 световых лет от Земли, близко к Галактическому центру. Его размер и светимость близка к параметрам соседнего скопления M 69. В скоплении было обнаружено только две переменные звезды.

## Наблюдения

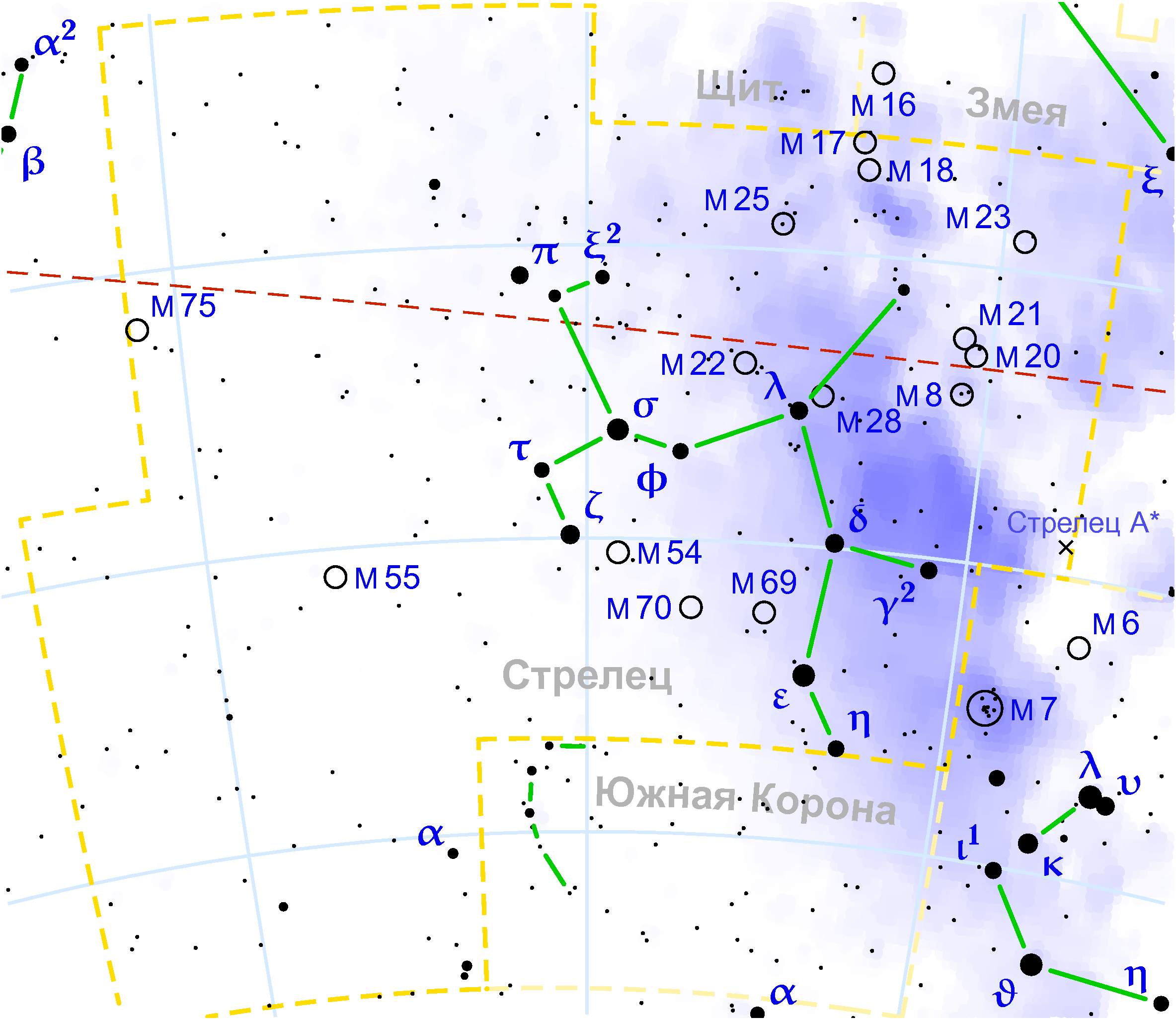
Шаровое скопление M 70 находится в Созвездии Стрельца

Пара похожих друг на друга тусклых и компактных шаровых скоплений M 69 и M 70 в южной части Стрельца — трудные объекты для любительских наблюдений. С территории России они доступны для наблюдений только летом из самых южных областей. В отсутствие посторонней засветки при помощи светосильного бинокля или хорошего оптического искателя телескопа M 70 можно найти строго посреди между звездами ε и ζ Стрельца. Но от наблюдателя потребуется все внимание и хорошие глаза.
В любительский телескоп апертурой 125—180 мм скопление при средних увеличениях выглядит компактным круглым пятном с размытыми краями и умеренной концентрацией яркости к центру. При увеличениях от 100х и выше становятся заметны звёзды на восточном краю скопления.

### Соседи по небу из каталога Мессье
- M 69 — (в 2,5 градусах на запад) шаровое скопление-близнец, такое же неяркое и компактное;
- M 54 — (на северо-восток по направлению к ζ Sgr) неяркое, но по-своему примечательное втрое более далёкое шаровое скопление;
- M 22 и M 28 — (на север около λ Sgr) пара очень ярких шаровых скоплений

### Последовательность наблюдения в «Марафоне Мессье»
…M 54 → M 15 → M 70 → M 72 → M 75…